# Apollonie Sabatier

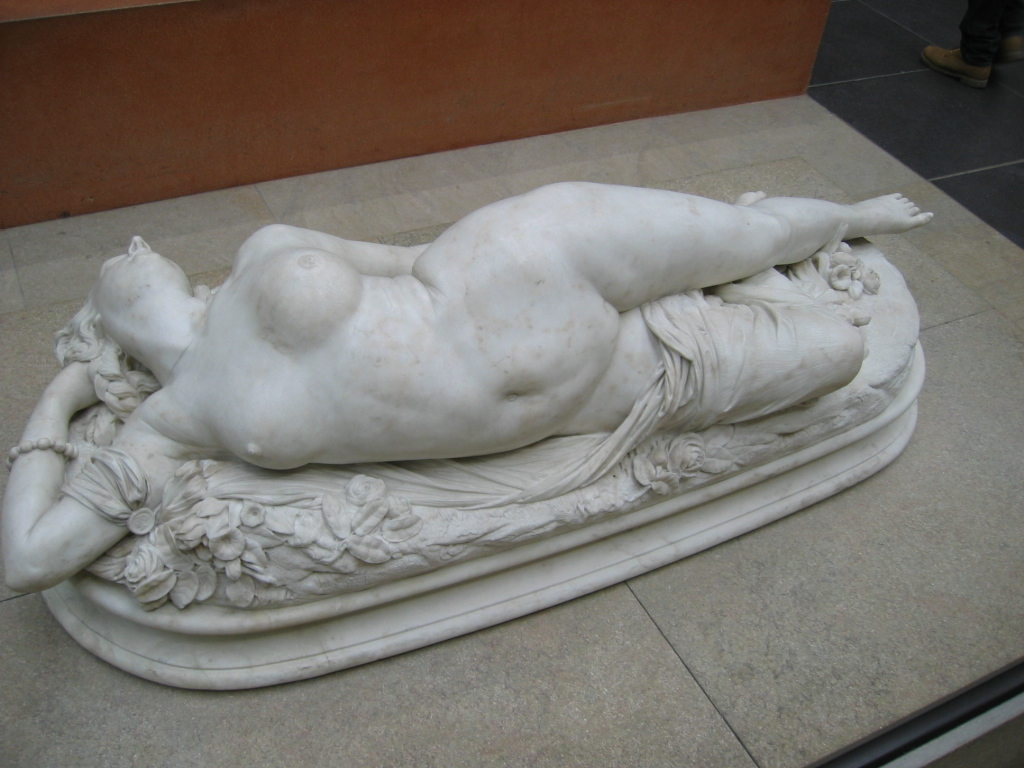
Auguste Clésinger, Mujer picada por una serpiente, París, museo de Orsay.

Apollonie Sabatier, seudónimo de Aglaé Joséphine Savatier (7 de abril de 1822, Mézières - 3 de enero de 1890, Neuilly-sur-Seine) fue una demi mondaine y salonnière francesa.

## Biografía
Aglaé Savatier era la hija ilegítima de Étienne Louis Harmant, vizconde de Abancourt, y la lavandera Marguerite Martin. Poco después del nacimiento, el vizconde arregló que un soldado destinado cerca del pueblo, el sargento André Savatier, se casara con ella. El matrimonio se mudó a París y tuvieron dos hijos y una hija.
Después de terminar la escuela, Aglaé empezó a cantar en la Ópera y servir como modelo para artistas. Se empezó a denominar Apollonie Sabatier una vez instalada por su amante, el industrial franco-belga, aficionado al arte y coleccionista, Alfred Mosselman (1810-1867), que la encontró hacia 1838.

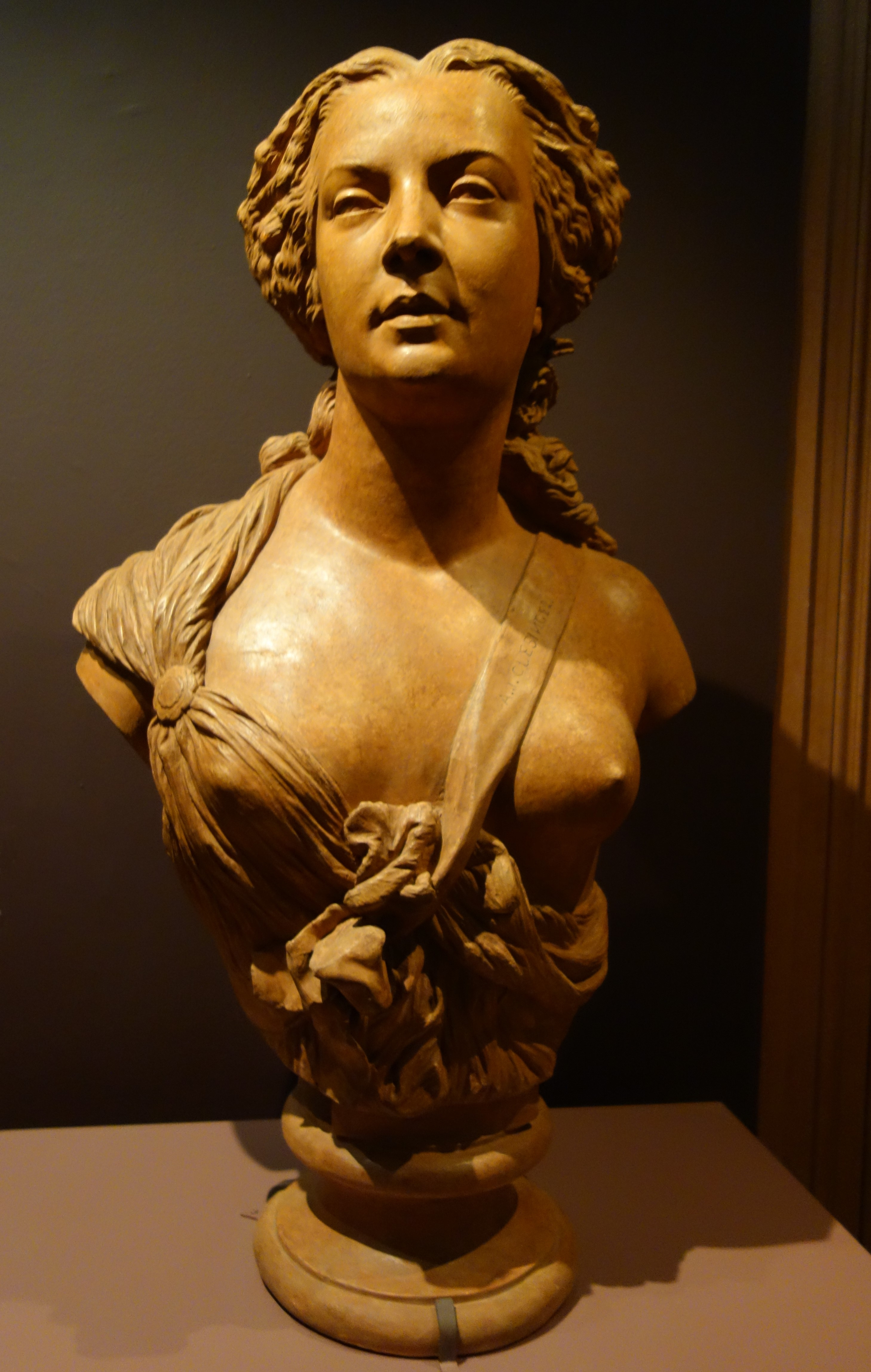
Atribuido a Auguste Clésinger, presunto busto de Madame Sabatier, origen y localización desconocidos.

En el hotel Pimodan (antiguamente hotel de Lauzun) en la isla Saint-Louis en París, donde había residido antes de instalarse en la calle Frochot, vivían Théophile Gautier, Charles Baudelaire y el pintor Joseph Ferdinand Boissard de Boisdenier (1813-1866) y así se conocieron. Su primer encuentro en 1851 con Baudelaire tuvo lugar allí, igual que con Gautier y el escultor Jean-Jacques Feuchère. Gautier describe en su prefacio a la primera edición póstuma de las Obras de Baudelaire, este primer contacto como memorable. Baudelaire consagrará mucho tiempo a la cortesana, alimentando una pasión secreta, considerándola como "su ángel guardián". Fue una de las tres mujeres (con Jeanne Duval y Marie Daubrun) que le inspiraron algunos de sus poemas. Se puede distinguir un ciclo «Madame Sabatier», en la colección de Las flores del mal. Baudelaire le escribirá entre otras cosas, Harmonie du soir. Se convirtieron en amantes en 1852, pero el poeta fue perdiendo poco a poco el interés en ella y rompieron el 31 de agosto de 1857.
Durante las décadas de 1840 y 1850, fue musa de los artistas y poetas modernos bajo el sobrenombre de «la Presidenta». Mantenía un salón en la calle Frochot, cerca de la plaza Pigalle recientemente acondicionada en torno a la cual se estaban instalando numerosos artistas. Alfred Mosselman sugirió recibir sin invitación al círculo de amigos cada domingo. Al institucionalizarse estas reuniones, se decidió, por juego, que sería la presidenta. Todos sus admiradores y pretendientes la apodaron «la presidenta» a partir de entonces: Maxime de Camp, Alejandro Dumas padre, Ernest Feydeau, Gustave Flaubert, Théophile Gautier, Edmond de Goncourt, Arsène Houssaye, Alfred de Musset, Gérard de Nerval; los pintores Ernest Meissonnier, Charles Jalabert, Gustave Ricard; los escultores Auguste Préault y Auguste Clésinger, y ya que había aprendido canto desde niña, músicos como Ernest Reyer o Hector Berlioz. En cuanto a Meissonier, Ricard, Vincent Vidal, y Jalabert, entre otros, hicieron su retrato en busto o de cuerpo entero.
Uno de sus contemporáneos describió a Sabatier como "bastante alta y bien proporcionada, con articulaciones muy estrechas y manos hermosas. Su cabello era suave como la seda, castaño, liso y con ondas llenas de un brillo dorado alrededor de la cabeza. Su piel era tersa, las facciones regulares, tenía una boca pequeña, dispuesta a reír, ingeniosa, pero sobre todo se distinguía por una bruma de triunfo que parecía envolverla con un halo de felicidad. Vestía con mucho gusto y fantasía. No seguía de cerca la moda, sino que creaba su propio estilo. Grandes artistas que frecuentaban sus reuniones dominicales le daban consejos y le dibujaban modelos."
Flaubert y Gautier escribieron artículos sobre ella. En 1850, Théophile Gautier le dedica su Carta a la presidenta.
En el cuadro de Gustave Courbet El taller del pintor, estaría representada con su amante de toda la vida Alfred Mosselman. Este último, deseando que sus amigos midan su felicidad, tan atractiva es su musa, la hace esculpir desde un molde del natural, por Auguste Clésinger, que crea así su célebre estatua, objeto de escándalo en el Salón de 1847, inicialmente nombrada Sueño de amor antes de ser rebautizada Mujer mordida por una serpiente (París, museo de Orsay), añadiendo apresuradamente una serpiente de bronce antes de la exhibición. La obra trajo reconocimiento al escultor y a la modelo.
Después de la muerte de Mosselman en 1867, fue amante de Richard Wallace, secretario y después heredero del rico Lord Richard Seymour-Conway (1800-1870), gran coleccionista de objetos de arte francés del siglo XVIII. En 1870, Wallace habría dicho: "si me hago rico, pensaré en ti" y habría hecho que cobrara una renta anual de 50 000 libras.
Murió de gripe el 3 de enero de 1890. Su tumba se encuentra en el cementerio antiguo de Neuilly-sur-Seine.